# Ханс Тилковски
Ханс Тилковски (Дортмунд, 12. јул 1935 — 5. јануар 2020) био је немачки фудбалер који је играо на позицији голмана.

## Клупска каријера
Почео је у омладинским селекцијама Хусена, а 1949. прешао у Кајсерау где је касније провео две сезоне на сениорском нивоу. Након тога је наступао за Вестафију Херне, Борусију Дортмунд и Ајнтрахт Франкфурт.

## Репрезентативна каријера
За репрезентацију Западне Немачке одиграо је 39 утакмица. Био је део тима који је освојио сребрну медаљу на Светском првенству 1966. када је домаћин Енглеска победила Немачку резултатом 4:2, а учествовао је и на претходном првенству 1962.

## Успеси
Борусија Дортмунд
- Куп Немачкe: 1964/65.
- Куп победника купова: 1965/66.
- Бундеслига: 2. место 1965/66.

Западна Немачка
- Светско првенство: финалиста 1966.

Индивидуални
- Немачки играч године: 1965.[2]